# Neoholstia
Neoholstia é um género botânico pertencente à família Euphorbiaceae.

## Sinonímia
- Holstia Pax

## Espécies
- Neoholstia sessiliflora
- Neoholstia tenuiflora
- Neoholstia tenuifolia

## Nome e reerências
Neoholstia Rauschert